# Phelipanche zosimi
Phelipanche zosimi är en snyltrotsväxtart som först beskrevs av M.J.Y.Foley, och fick sitt nu gällande namn av M.J.Y.Foley. Phelipanche zosimi ingår i släktet Phelipanche och familjen snyltrotsväxter. Inga underarter finns listade i Catalogue of Life.